# Swisscom TV
Swisscom TV è una piattaforma televisiva svizzera a pagamento gestita da Swisscom. Era conosciuta come BluewinTV fino al 19 novembre 2009.

## IPTV
Tale piattaforma permette di ricevere oltre un centinaio di canali sulla linea telefonica con una connessione VDSL. Swisscom TV è disponibile in Svizzera a livello nazionale, gli abbonati devono scegliere il loro pacchetto linguistico gratuito che offre una serie di ulteriori canali nella propria lingua (Italiano+, Deutsch+ o Français+), che permettono di avere una offerta relativamente equilibrata nelle diverse regioni.
Attraverso la sua filiale Teleclub, Swisscom propone numerosi film in video on demand (VOD) oltre all'acquisto di diversi eventi sportivi, talvolta in esclusiva.
Alcuni esempi:
- Calcio: Super League, UEFA Champions League, Bundesliga
- Hockey su ghiaccio : Campionato svizzero LNA

I canali locali non possono che essere trasmessi nella loro area di concessione, l'offerta dei canali varia in funzione della città. Per esempio a Lugano il canale locale sarà TeleTicino, mentre a Zurigo sarà TeleZüri.